# European Air Express
European Air Express (code IATA : EA ; code OACI : EAE) était une compagnie aérienne allemande, basée à Mönchengladbach. La compagnie fut fondée en 1999 et détenue à 100 % par Vibro Beteiligungs. Elle a cessé définitivement ses opérations le 31 juillet 2007.

## Destinations
- Destinations domestiques : Berlin, Cologne, Düsseldorf, Kiel, Münster et Stuttgart.
- Destinations internationales : Genève, Londres, Zurich.

## Flotte
(en 2007)
- 1 Airbus A319
- 1 Airbus A321
- 5 ATR 42-300
- 2 Fairchild Metroliner III